# Micropsectra chuzenotescens
Micropsectra chuzenotescens е насекомо от разред Двукрили (Diptera), семейство Хирономидни (Chironomidae).